# Акордао
Акордао (на португалски: Acórdão) е съдебно решение, произнесено от многочленен съдебен състав на висша съдебна инстанция в Бразилия. Отъждествява се с апелативно решение на апелативна или висша съдебна инстанция.

## Характеристики
Названието на този тип съдебни решения произлиза от португалското acordam (3 лице, мн. ч., сег. време на глагола acordar – съгласявам се), което обикновено се използва за начало на текста на решението със значение съгласявайки се със или в съответствие със частния фактически или правен въпрос, обект на делото.
Акордаото е съдебно решение, произнесено от многочленен съдебен състав, не по-малък от трима съдии (съдебна турма, специализирана съдебна секция, специализиран колегиален орган на съда или неговия пленум). В Бразилия такива състави разглеждат делата, отнесени до апелативните щатски съдилища, до регионалните федерални и специализирани (трудови, военни и електорални) съдилища, пред висшите съдебни инстанции в лицето на Висшия съд, Висшия електорален, Висшия трудов и Висшия военен съд, както и пред Върховния федерален съд.
За разлика от решенията акордао, другият тип съдебни решения в Бразилия – т.нар. монократични съдебни решения, се произнасят от един съдия в качеството му на федерален или щатски съдия от първа инстанция, на десембаргадор или министър от по-висша съдебна щатска или федерална инстанция, или на председател на съдилище.
Чл. 165, чл. 483 и чл. 563 от Гражданскопроцесуалния кодекс на Бразилия задават задължителни изисквания към формата и съдържанието на всяко акордао. Според тези изисквания решението акордао се оформя в писмен вид, като текстът му трябва да съдържа задължителни елементи и реквизити. На първо място в текста на акордаото задължително се посочват номерът и характерът на делото, страните по делото, инстанцията, която разглежда делото, номерът на съдебния състав и имената на съдиите в него, името на неговия председател и на съдията-докладчик. Други задължителни елементи са докладът за съдържанието на правния спор, за обема на иска, за изявленията на страните по делото, както и регистър на основните моменти от развоя на процеса, доклад за правните основи, от които съдиите изхождат при разглеждането на фактологическия или правен спор в основата на делото. Най-важният елемент на всяко акордао са диспозитивът на самото решение, гласувано от съдиите, както и резюмето на вота на съдиите, с който е взето това решение. Задължително се посочва как е взето решението – с мнозинство от гласовете или с пълно единодушие, тъй като акордао, което не е взето единодушно, може да бъде обжалвано на същото това основание.
Всички тези елементи, обединени в едно цяло, съставляват текста на акордаото. Той се изготвя писмено от съдията-докладчик по делото на изключително формален и висок стил, изобилства от цитати на правни актове, на трудове на известни юристи, както и от препратки към други части от процеса. Всичко това прави акордаото труден за разбиране и описание текст.